# Collège-lycée Erckmann-Chatrian de Phalsbourg
Le lycée-collège Erckmann-Chatrian se situe dans la commune française de Phalsbourg, dans le Sud-Est du département de la Moselle.

## Histoire
Phalsbourg est depuis 1918 une ville du département de la Moselle. Un collège est créé à Phalsbourg par décret du 19 Messidor de l'an XI (8 juillet 1803, dans les murs de l'ancien couvent des Capucins). L'établissement, surnommé La Capucinière, accueille ses premiers pensionnaires en septembre 1803 et subsiste jusqu'en 1875. Située en territoire plattophone, Phalsbourg, fait partie des villes annexées par l'Empire allemand à la faveur du traité de Francfort et fait partie du district de Lorraine, dont le chef-lieu est Metz. À la rentrée 1876, le collège devient École normale (Lehrerseminar). Au départ, elle fonctionne avec un directeur et deux professeurs, puis elle prospère jusqu'à accueillir environ 80 élèves au sein de cinq classes, dont une préparatoire. Devenue française et  Mosellane après 1918, elle continue à former des instituteurs jusqu'en 1921 puis laisse la place à une École primaire supérieure. Cette dernière sera baptisée Erckmann-Chatrian trois ans plus tard, en hommage à l'écrivain phalsbourgeois Émile Erckmann et à son acolyte Alexandre Chatrian, anciens élèves. Cette école disparaît en 1940, au début de la Seconde Guerre mondiale, quand la Moselle est annexée de fait par le Troisième Reich et forme avec la Sarre le district du Gau Westmark, dont le chef-lieu est Sarrebruck. L'administration nazie crée une Staatliche Oberschule au service de la propagande. La 7e armée américaine y installe son quartier général entre fin 1944 et début 1945.
Après la guerre, l'établissement renoue avec sa vocation scolaire : il redevient collège en 1945 et lycée en 1955. Depuis, le site s'est développé avec la construction de nouveaux bâtiments et justifie son appellation de cité scolaire Erckmann-Chatrian .
Guillaume Musso y a enseigné les sciences économiques et sociales.